# Gunnar Glans
Gunnar Henry Valentin Glans (ur. 29 listopada 1908, zm. 24 sierpnia 2008) – szwedzki zapaśnik walczący w stylu klasycznym. Złoty medalista mistrzostw Europy w 1934, srebrny w 1933 i brązowy w 1931 roku. 
Mistrz kraju w 1931 i 1932 roku.